# El Diario de Caracas
El Diario de Caracas (EDC) fue un periódico impreso venezolano que circuló desde 1979 hasta 1995, y que posteriormente fue relanzado en varias oportunidades. Tenía su sede en Caracas. Su sección de opinión obtuvo gran reconocimiento por reunir a las principales plumas jóvenes de la Venezuela de aquella época.
El 17 de diciembre de 2019, en las inmediaciones de la Concha Acústica de Bello Monte, se inauguró El Diario con un evento llamado Haciendo País 2020. Una nueva propuesta periodística, con los referentes de El Diario de Caracas, pero con una imagen digital renovada para el público internacional.

## Historia
La idea nació en 1977. Las conversaciones entre Tomás Eloy Martínez, Rodolfo Terragno y Miguel Ángel Díez, con Diego Arria para crear un periódico innovador, fueron el primer ápice para su inauguración en mayo de 1979. La preocupación principal de los periodistas en la sala de redacción era la presentación de la realidad con un lenguaje literario.
El Diario de Caracas tuvo como referentes el trabajo de varios periódicos foráneos, como Le Monde de Francia y El País de España, para establecer el estilo editorial y el target de lectores. Por ejemplo, de El País, según el testimonio de Diego Arría, la fotografía se convirtió en un elemento primordial para el periódico. “nos diferenciábamos por el valor que le dábamos a la fotografía. Nuestro fotógrafo Luigi Scotto era bastante curioso y terminamos con fotos de viajes presidenciales, de Luis Herrera Campíns confesándose o comiendo pasta”, comentó. 
Los tirajes de El Diario de Caracas eran de 25.000 ejemplares diarios, con los que se pensaba llegar a un target conformado por estudiantes, profesores universitarios, políticos y empresarios. Luego del primer año en el mercado El Diario de Caracas empezó a padecer varios problemas administrativos porque, según Arría, su realidad política en el país lo obligó a separarse del proyecto. 
“Hubo un proceso contra Núñez y mi persona. Yo salgo del país por razones políticas y, en el ínterin, hicieron unas asambleas en las que yo perdí el control. Definitivamente eso fue una de las pérdidas más dolorosas de mi vida pues fue una escuela de periodismo tanto para mí como para quienes trabajaron ahí”, agregó. 
Después de la salida de Diego Arría como gerente administrativo, la empresa 1BC o Grupo Phelps adquirió el medio en 1980. Desde ese momento el Diario de Caracas formó parte del mismo grupo que Radio Caracas Televisión (RCTV), Coraven, Radio Caracas Radio (RCR) y Caracas 92.9. 
Con la nueva gerencia los tirajes del diario aumentaron a 60 mil ejemplares, pero en los días de publicaciones especiales podría aumentar a 120 mil. El número de páginas de cada edición pasó de 32 a 48. 
La nueva directiva buscaba aumentar la cantidad de lectores. Por esta razón, aparecen varios complementos como el apartado de Espectáculos, de Deportes y la creación de suplementos como El Pequeño Diario, El Diario en la Playa y El Diario Hípico. 
En 1980 con la llegada de Rodolfo Schmidt a la dirección de El Diario de Caracas se cambió el sentido editorial. La importancia de la noticia inmediata se posicionó por encima del análisis. Además, existió un recorte de presupuesto que antecedió el despido del 60% de periodistas y el 30% del personal administrativo. 
En 1986 la periodista Ibéyise Pacheco, mientras era parte del equipo de redacción de El Diario de Caracas, realizó un trabajo de investigación llamado “El pozo de la muerte”. Fue el primer bastión para comenzar una investigación judicial, en la cual se descubrieron una cantidad de cadáveres enterrados en fosas comunes en el estado Zulia. Los asesinatos fueron adjudicados a los organismos de seguridad del Estado venezolano. 
Entre 1988 y 1989 el periódico fue manejado a nivel editorial por Alberto Quirós Corradi, Diego Batista Urbaneja y Gerver Torres. Ese proceso fue característico para recuperar el sentido crítico de los inicios de El Diario de Caracas y, al mismo tiempo, la realidad administrativa mejoró para los años siguientes. 
Isaac Nahón, jefe de la sección de política hasta 1993, luego de la intentona golpista de 1992 dirigida por Hugo Rafael Chávez. “Todos los días, en la reunión de pauta, nos avisaban que esa noche iba a haber un golpe de Estado pues la conspiración del 92 seguía teniendo adeptos y contrariantes”, comentó Nahón. 
Después de 14 años en la sociedad venezolana El Diario de Caracas seguía representando el sentido análitico de la noticia, con una preocupación en el lenguaje, al igual que sus fundadores. “Es uno de los periódicos en donde se hizo más periodismo de interpretación, se le permitió a los periodistas que trabajarán de otra forma el lenguaje”, cuenta Nahón.
En 1993 la crisis económica se acentuó y en 1995 la junta directiva de las Empresas 1BC clausuró el periódico debido a problemas financieros. El legado del nuevo periodismo, iniciado con las ideas de Tomás Eloy Martínez, se mantuvo en el nombre de El Diario de Caracas. 
En 1998 volvieron las rotativas con la dirigencia del empresario venezolano Hans Neumann, pero cerró en febrero del año 2000 por dificultades económicas. Posteriormente, en 2003, el empresario peruano Julio Augusto López compró el periódico pero luego vendió la dirigencia del diario al inversionista Pedro Torres Ciliberto, que fue su dueño hasta el 2009.
El 17 de diciembre de 2019, en las inmediaciones de la Concha Acústica de Bello Monte, se inauguró El Diario con un evento llamado Haciendo País 2020. Una nueva propuesta periodística, con los referentes de El Diario de Caracas, pero con una imagen digital renovada para el público internacional.
Los ponentes de ese día abarcaban desde la música, la comunicación, el arte, la ciudad, el emprendimiento y el humor. Personajes del ámbito cultural venezolano como Horacio Blanco, vocalista de Desorden Público, Elisa Vegas y la Sinfónica Gran Mariscal de Ayacucho, Betsayda Machado y la Parranda El Clavo, entre otros, fueron los encargados de musicalizar la inauguración. Maickel Melamed, Marcel Rasquín, Armando Coll, Mariangel Ruiz, Arturo Hernández desde México, entre otros, participaron en el resto de temáticas para la inauguración.

## Diariodecaracas.com
El 2 de mayo de 2012 aparece un diario en formato digital como diariodecaracas.com, el cual dejó de existir para dar paso a eldiario.com, una evolución del El Diario de Caracas.